# Vrhunec
Vrhunec je priimek več znanih Slovencev:
- Marko Vrhunec (1922-2019), partizan, politični funkcionar, diplomat, gospodarstvenik, ekonomist
- Miha Vrhunec (*1946), politik in diplomat
- Simon A. Vrhunec (*1964), ekonomist, lobist, gospodarstvenik - menedžer javnega sektorja
- Oton Vrhunec (Blaž Ostrovrhar) (1915—1945), partizanski poveljnik in pesnik
- Vinko Vrhunec (1895—1981), pravnik, gospodarstvenik, publicist